# Birthe Wilke
Birthe Wilke (Copenhaga, 19 de março de 1936) é uma cantora dinamarquesa, que cresceu em uma família de músicos. Ainda jovem, ganhou uma competição para novos talentos no National Scala Theatre em Copenhaga. Também cantou como solista na orquestra de Bruno Henriksen no  Tivoli Gardens em Copenhaga, e lançou o seu primeiro disco, chamado "Denmark's Doris Day", e gravou "Que sera sera" em 1956.
Birthe Wilke foi uma dos representantes da Dinamarca juntamente com Gustav Winckler que fizeram a estreia da Dinamarca no Festival Eurovisão da Canção 1957. Nesse evento, interpretaram o tema "Skibet skal sejle i nat" ("O navio parte esta noite"). 

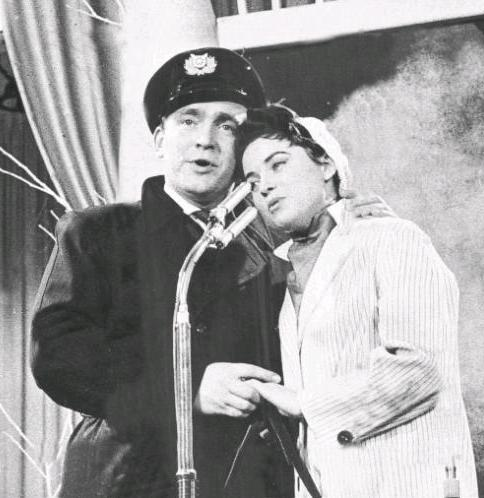
Wilke e Winckler cantando no Festival Eurovisão da Canção 1957

Wilke voltou a representar a Dinamarca sozinha, em 1959, com a canção "Uh, jeg ville ønske jeg var dig", que terminou em quinto lugar.
No final da década de 1950, Wilke fez turnês pela Polónia, Alemanha e Estados Unidos da América.
Em 1961, interpretou o papel de cantora no filme dinamarquês "Reptilicus". Ela também cantou no filme "Tivoli Nights."
Em 1966, retirou-se da vida pública, mas fez um curto regresso em 1973.
Além de gravar discos, ela participou em anúncios na rádio, na televisão e em filmes comerciais. 

## Filmografia
- Jeg elsker dig (1957)
- Jetpiloter (1961)
- Reptilicus (1961)